# Helgo
Helgo ist ein männlicher Vorname. 

## Herkunft und Bedeutung
Bei Helgo handelt es sich um Namensvariante bzw. die latinisierte Form von Helge.

## Verbreitung
Der Name Helgo ist sehr selten.
In Schweden wird er von 56 Männern getragen (Stand: Mai 2024).
In Dänemark (5 Namensträger, Stand 2024) und Norwegen (< 4 Namensträger, Stand 2024) kommt er nur vereinzelt vor.
In der Schweiz lebten im Jahr 2020 insgesamt 6 Männer mit Namen Helgo.
Die Niederlande registrierten im Jahr 2017 insgesamt 7 Männer, die Helgo als Erstname und weniger als 5 Männer, die Helgo als Folgename trugen.

## Varianten
Eine norddeutsche Nebenform des Namens lautet Helko.
Für weitere Varianten: siehe Helge#Varianten

## Namensträger
- Helgo Bran (* 1937), deutscher Politiker (Bündnis 90/Die Grünen), MdL
- Helgo Lange, namibischer Inlinehockeyspieler
- Helgo Liebig (* 1943), deutscher Schauspieler, Hörspiel-, Synchronsprecher, Dialogbuchautor und -regisseur
- Helgo Magnussen (* 1944), deutscher Mediziner
- Helgo Meyer-Hamme (* 1942), deutscher Mediziner
- Helgo Zettervall (1831–1907), schwedischer Architekt